# Yor, le chasseur du futur
Pour les articles homonymes, voir Yor.
Pour plus de détails, voir Fiche technique et Distribution.
Yor, le chasseur du futur (Il mondo di Yor) est un film de science-fiction italo-franco-turc coécrit et réalisé par Anthony M. Dawson, sorti en 1983. Il s’agit de l’adaptation de la bande dessinée argentine Henga el cazador de Juan Zanotto et Ray Collins (1974).
Considéré comme un véritable nanar, Il mondo di Yor est classé parmi les « 100 films les plus mauvais et les plus drôles de l'histoire du cinéma » dans The Official Razzie Movie Guide de John Wilson.

## Synopsis
Vivant pendant la Préhistoire, Yor est un fier guerrier qui porte autour du cou un étrange collier dont la provenance reste un mystère. Désireux de découvrir son passé, il décide de rejoindre l'océan afin de comprendre qui il est. Son voyage périlleux le conduira, peu à peu, vers l'impensable vérité. En fait, Yor viendrait du futur…

## Fiche technique
- Titre français : Yor, le chasseur du futur
- Titre original : Il mondo di Yor
- Réalisation : Anthony M. Dawson
- Scénario : Robert D. Bailey et Anthony M. Dawson, d'après le roman graphique Henga el cazador de Juan Zanotto et Ray Collins (1974)
- Direction artistique : Walter Patriarca
- Costumes : Enrico Luzzi
- Photographie : Marcello Masciocchi
- Montage : Alberto Moriani et Jorge Serrallonga
- Musique : Guido et Maurizio de Angelis et John Scott
- Production : Michele Marsala
- Sociétés de production : Diamant Film ; RAI et Columbia Pictures (coproductions)
- Sociétés de distribution : Columbia Pictures (États-Unis), RAI (Italie)
- Effets spéciaux : Antonio Margheriti, Edoardo Margheriti et Antonella Margheriti
- Pays d'origine :  Italie,  France et  Turquie
- Langue originale : anglais
- Format : couleur (Eastmancolor) – Son stéréo – 35 mm
- Genre : science-fiction
- Durée : 82 minutes (version cinéma) - 220 minutes (version télé)
- Dates de sortie :
  - Italie : 10 février 1983
  - France : 24 août 1983 (Paris)

## Distribution
- Reb Brown (VF : Richard Darbois) : Yor
- Corinne Cléry (VF : Maïk Darah) : Ka-Laa
- Carole André : Ena
- John Steiner (VF : François Chaumette) : Overlord
- Aytekin Akkaya : Le chef des hommes de Néanderthal
- Luciano Pigozzi : Le vieux
- Ayshe Gul (VF : Céline Monsarrat) : Roa

## Production
Le projet est une adaptation de Henga, el cazador, un roman graphique argentin dessiné par Juan Zanotto et écrit par Ray Collins. Édité pour la première fois en 1974, le magazine hebdomadaire italien Lanciostory le publie en série à partir de l'année suivante sous le titre Yor il Cacciatore.
La coproduction italo-franco-turque devait à l'origine être diffusée par la RAI sous la forme d'une mini-série de quatre épisodes de cinquante minutes. Finalement, elle décide d'en faire un long-métrage et supprime cent onze minutes de la production originale. Ces scènes coupées n'ont été diffusées qu'une seule fois, dans les années 1990, à la télévision italienne, à une heure tardive ; cette version est introuvable aujourd'hui[réf. nécessaire].
Le tournage a eu lieu en Turquie[réf. nécessaire].

## Accueil
Columbia Pictures distribue le film sur plus de 1 400 copies aux États-Unis, le 19 août 1983 et totalise 2,81 millions de $ de recettes. En France, le film est sorti le 24 août 1983 avec une nouvelle affiche réalisée par le dessinateur Philippe Druillet.
L'Allemagne est le seul pays où le film est disponible en DVD, sous le titre Einer Gegen das Imperium.
En Italie, une mini-série de quatre épisodes de 50 minutes fut diffusée sur la Rai.

## Distinctions

### Nominations
- Razzie Awards 1984
  - Razzie Award de la pire nouvelle star pour Reb Brown
  - Razzie Award de la pire chanson originale Yor's World!
  - Razzie Awards de la pire bande originale pour John Scott, Guido et Maurizio de Angelis